# Freshwater-Nationalpark
Der Freshwater-Nationalpark (engl.: Freshwater National Park) ist ein Nationalpark im Südosten des australischen Bundesstaates Queensland.

## Lage
Er liegt 34 Kilometer nördlich von Brisbane und 12 Kilometer südlich von Caboolture.
In der Nachbarschaft liegen die Nationalparks Bribie Island, Pumicestone und Glass House Mountains.

## Landesnatur
Der Park ist mit 94 Hektar relativ klein und rundum von besiedeltem Gebiet und großen Straßen umgeben. Dennoch gibt es dort eine reichhaltige Vegetation und viele Wildtiere. Den Norden durchfließt ein kleiner Bach.

## Flora
Im Park sind Reste des lichten Hartlaubwaldes geschützt, der sich früher über die gesamte Gegend verbreitet hatte. Die dominanten Baumarten sind Eukalyptusbäume, insbesondere der Scribbly Gum (Eucalyptus racemosa) mit seinen glatten, weißen Stämmen, ebenso wie einige Angophoraarten. Die Strauchvegetation variiert zwischen offenem Heideland mit niedrigen Grasbäumen im Süden des Parks bis zu dichten Kasuarinenwäldern und kleinen sumpfigen Gebieten mit Myrtenheiden.
Im offenen Heideland findet man niedrig wachsende Spezies, wie die gefranste Lilie (Thysanotus tuberosus), den hohen Sonnentau (Drosera peltata), eine fleischfressende Pflanze, den flachstieligen Cordrausch (Eurychorda complanata) und die Wallum-Grevillea (Grevillea leiophylla), eine empfindliche, rosablühende Grevillea, die nur 30 cm hoch wird. Darüber hinaus gibt es eine große Zahl weiterer Pflanzen.

## Fauna
Gerade im Frühjahr kann man im Park viele Vögel beobachten, namentlich Honigfresser. Auch Zaunkönige, wie der Vielfarbenzaunkönig oder der Rotrücken-Staffelschwanz (Malurus melanocephalus) eine Australische Sängerart, kommen hier vor. In großen Eukalyptusbäumen nisten Keilschwanzadler und streichen oft über den Park auf der Suche nach Futter für ihre Jungen. Man hört häufig die Rufe der Weißkehlgerygone (Gerygone olivacea), des Glanzspitzendrongos (Dicrurus bracteatus) und des Regenbogen-Bienenfressers.
Auch die wirbellose Fauna ist reichhaltig; es gibt viele Libellen- und Kleinlibellenarten, besonders im Sommer. Die großartige Großlibelle Hemianax papuensis fliegt ganzjährig durch den Park, während im Sommer  die Rhyothemis graphiptera mit ihren purpurfarben gestreiften Flügeln und die tiefrote Diplacodes bipunctata anzutreffen sind.